# Mohammed Reza Mahdavi-Kani

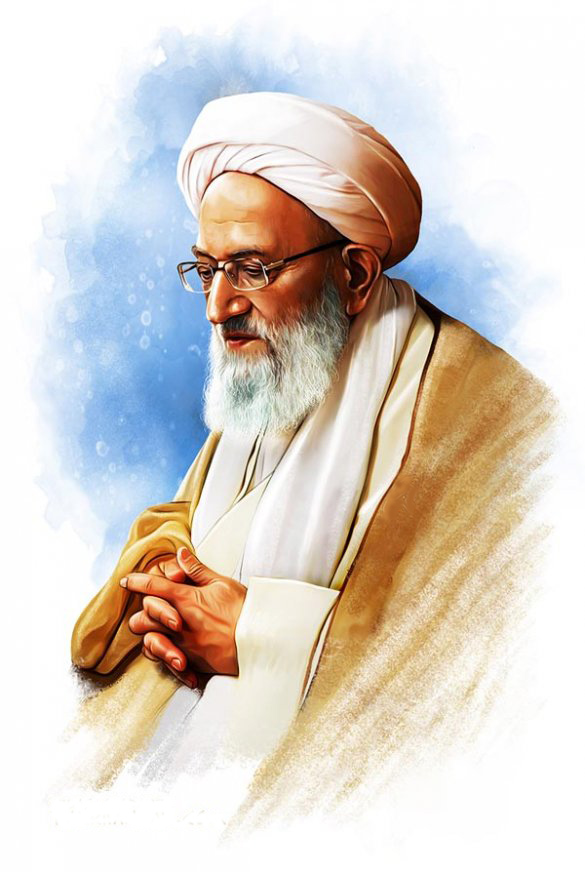
Mohammed Reza Mahdavi-Kani

Mohammed-Reza Mahdavi-Kani (auch Mahdawi-Kani, persisch محمدرضا مهدوی کنی‎; * 8. April 1931 in dem Dorf Kan nahe Teheran im Iran; † 21. Oktober 2014) war ein schiitischer Geistlicher mit dem religiösen Titel Ajatollah und Innenminister sowie Ministerpräsident der Islamischen Republik Iran.

## Anfänge
Kanis Vater war Kleriker. Kani absolvierte die Elementarschule in Kan und studierte drei Jahre an der Borhan-Schule in Teheran, bevor er nach Ghom ging, um Kleriker zu werden. Zu seinen Lehrern dort zählten Ruhollah Chomeini, Großajatollah Mohammad Reza Golpayegani (1895–1993) und der letzte Mardscha-e taqlid Hossein Borudscherdi und der Spiritus rector der Haghani-Schule Allameh Seyyed Mohammad Hossein Tabatabaei. Noch unter Reza Schah Pahlavi begann er gegen die Schah-Regierung zu opponieren. Nach dem Tod Borudscherdis 1961 ging Kani zurück nach Teheran, wo er in Opposition zu Schah Mohammad Reza Pahlavi stand.

## Politischer Islam
1977 gründete er mit dem Vordenker der Iranischen-Islamischen Revolution von 1979, Ajatollah Mohammad Hosseini Beheschti, und Ajatollah Morteza Motahhari die Vereinigung der kämpfenden Geistlichkeit, die eine führende Rolle in der Islamischen Revolution spielte. Er war einer von fünf Klerikern im von Chomeini im Januar 1979 im französischen Exil gegründeten Revolutionsrat und Gründungsmitglied der Islamisch-Republikanischen Partei (IRP). Am 20. Februar 1980 wurde Mahdavi-Kani von Chomeini in den ersten Wächterrat berufen. Er eröffnete am 28. Mai 1980 das erste Parlament der islamischen Republik Iran. Unter den Ministerpräsidenten Mohammad Ali Radschāʾi und Mohammed Dschawad Bahonar war er Innenminister als Nachfolger von Akbar Hāschemi Rafsandschāni. Nach dem Anschlag am 30. August 1981, bei dem beide Ministerpräsidenten getötet wurden, fungierte Kani vom 2. September 1981 bis zum 29. Oktober 1981 als Interims-Ministerpräsident. Diese Rolle erfüllte er, bis der spätere Revolutionsführer Ali Chamene’i im Oktober 1981 Präsident wurde und Kani durch den heutigen Oppositionspolitiker Mir Hossein Mussawi abgelöst wurde.
Mahdavi-Kani war zuletzt Präsident der Imam-Sadiq-Universität in Teheran und seit Januar 1979 Sekretär der Vereinigung der kämpfenden Geistlichkeit (Dschame'e-ye Rowhaniyat-e Mobarez). Mahdavi-Kani war daneben Vorsitzender der Partei der islamischen Koalition (Motalefeh).
Im März 2011 wurde der gesundheitlich stark eingeschränkte Kani Nachfolger des einflussreichen Akbar Hāschemi Rafsandschāni als Vorsitzender des Expertenrats, was als Demontage seines Vorgängers interpretiert wird. Rafsandschani galt als – ökonomisch unabhängige – zentrale Säule gemäßigt konservativer und reformistischer Politik im Iran. Kani selbst zählt jedoch ebenso nicht zu der radikal-konservativen Gewalt predigenden Gruppierungen um Ahmad Dschannati und Mesbah Yazdi, als deren Erfolg der Sturz Rafsandschanis gesehen wird.

## Veröffentlichungen
Eine Auswahl der Veröffentlichungen Kanis sind
- Der Startpunkt ein praktischer Ethik (auf Farsi)
- The Origins & Basis of Islamic Economy (auf Farsi, eine Satire)
- Das Buch des „Beest goftar“ (20 Diskurse, auf Farsi)